# Детектив (фах)
Детекти́в (англ. detective, від лат. detectio — розкриття) — фахівець з розслідування злочинів; агент розшукової поліції, слідчий. В його обов'язки входить збір доказів і надання їх судовим органам.

## Законодавство
Законодавством України передбачається діяльність детективів, як співпробітників правоохоронних органів, які поєднують слідчу та оперативно-розшукову компетенцію.   
Законом України від 14 жовтня 2014 року № 1698-VII «Про Національне антикорупційне бюро України»  в Україні запроваджена діяльність детективів щодо протидії корупційних злочинів. Відповідно до ст. 8 даного закону "До структури управлінь Національного бюро можуть входити підрозділи детективів, що здійснюють оперативно-розшукові та слідчі дії", та інші підрозділи. 
Відповідно до ст. 38 Кримінального процесуального кодексу України, визначено, що  досудове слідство здійснюють: 
1) слідчі підрозділи:
а) органів Національної поліції;
б) органів безпеки;
г) органів Державного бюро розслідувань;
2) підрозділ детективів, підрозділ внутрішнього контролю Національного антикорупційного бюро України;
3) підрозділи детективів органів Бюро економічної безпеки України. 
Згідно ст.  4 Закону України "Про Бюро економічної безпеки України», на даний орган  "покладаються завдання щодо протидії правопорушенням, що посягають на функціонування економіки держави", "шляхом запобігання, виявлення, припинення, розслідування кримінальних правопорушень", що посягають на економічну безппеку. 
Для реалізації такої системи компетенцій Бюро економічної безпеки України формує структурні підрозділи детективів, дізнання, інформаційно-аналітичні, оперативно-технічні підрозділи, підрозділ міжнародного співробітництва та інші підрозділи. 
Визначаючи повноваження детективів Бюро економічної безпеки України, ст. 2 та 8  Закону України «Про бюро економічної безпеки» зазначає, що вони, окрім здійснення оперативно-розшукової та суто кримінально-процесуальної діяльності, уповноважені також  здійснювати «інформаційно-пошукову та аналітично-інформаційну роботу з метою виявлення та усунення причин і умов, що сприяють вчиненню кримінальних правопорушень». 
Але така діяльність недостатньо урегульована законом, що залишає відкритим питання допустимості отримуваних при цьому доказових матеріалів та їх реалізації в кримінальному провадженні.
Щодо ідеї приватних детективів, то до цього часу законодавство про приватну детективну діяльність ще не отримало легалізації, хоча обговорення проєкту закону почалося в Верховній Раді ще в 2007 році. Всеукраїнська асоціація приватних детективів створена в травні 2012 року. 

## Детектив, як професійна діяльність
Детекти́в — посада в поліцейських структурах країн, організованих на основі англосаксонської системи права. На таку посаду призначають осіб з офіцерським званням, але звертаються «офіцер» не до них, а тільки до нижніх чинів поліції, оскільки в англійській мові звернення «офіцер» перш за все має значення «чиновник» або «державний службовець».
В Україні посада детектива введена зі створенням Національного антикорупційного бюро.  
Детективи Національного антикорупційного бюро України, за загальним правилом, мають розслідувати корупційні злочини, вчинені вищими посадовими особами держави, а також вищими посадовими особами судової та правоохоронної гілки влади, злочинів, визначених у ч. 5 с. 216 КПК України
Стаття 1 Закону України "Про Національне антикорупційне бюро України"  в редакції 2021 року : «Національне антикорупційне бюро України є центральним органом виконавчої влади із спеціальним статусом, на який покладається попередження, виявлення, припинення, розслідування та розкриття корупційних та інших кримінальних правопорушень, віднесених до його підслідності, а також запобігання вчиненню нових». До 2021 року НАБУ визначалось як "державний правоохоронний орган".
Згідно  Закону України від 28 січня 2021 року № 1150—IX "Про Бюро економічної безпеки України", детективи Бюро економічної безпеки України мають компетенцію - здійснення слідчої та оперативно-розшукової діяльності у сфері протидії економічним злочинам.
Детективи – посадові особи визначених в законі правоохоронних органів, які виконують функцію запобігання, виявлення, припинення, розслідування та розкриття фінансово-економічних та інших кримінальних правопорушень, за правилами підслідності, за дорученням слідчого здійснюють провадження негласних слідчих (розшукових) та оперативно-розшукових дій, а у визначених законом випадках користуючись статусом слідчого та самостійно під наглядом і процесуальним керівництвом прокурора  проваджують досудове розслідування віднесених до їх компетенції злочинів та інших кримінальних  правопорушень.
Приватний детектив — особа, яка здійснює детективну (розшукову) діяльність і надає детективні послуги приватним (індивідуальним) чином. Приватний детектив, хоч і називається детективом, не є державним службовцем, тому його правове становище дещо інше: він свого роду фрилансер, який здійснює підприємницьку діяльність на свій ризик. Це, з одного боку, дає приватному детективу деяку свободу дій, але, з іншого боку, — приватний детектив не наділений тими імперативними повноваженнями, які мають його колеги з державних і муніципальних структур. Часто приватні детективи працюють у взаємодії з правоохоронними структурами.

## Див.також
Слідчий
Приватний детектив

## Детектив у культурі
Діяльність детективів романтизована і героїзована однойменним жанром літератури і кінематографа, в якому особистість детектива в більшості випадків є головною фігурою розповіді. У подібних творах головному герою зазвичай приписуються якості, які виділяють його серед колег. Основою сюжетної лінії зазвичай виступає боротьба зі злочинністю, яку доповнюють можливі особисті проблеми головного героя і його взаємини з оточуючими людьми.
У зв'язку з тим, що твори детективного жанру мають спрямованість на широку аудиторію, реалістичність того, що відбувається, приноситься в жертву видовищності і сюжету. Професійний правоохоронний службовець помітить у відповідних книгах і фільмах безліч помилок, здебільшого юридичного характеру.
Образ детектива, який розслідує злочин, дуже популярний в культурі. Існує величезна кількість літературних творів і кіно на цю тему. Багато з героїв таких творів стали виключно популярні в масовій культурі.
Одним із перших творів подібного роду є розповідь Едгара По «Вбивство на вулиці Морг». Важливу роль у розвитку та становленні жанру зіграли образи Шерлока Холмса, комісара Мегре, Еркюля Пуаро.

### Вигадані детективи
- Шерлок Холмс — персонаж книг письменника Артура Конан-Дойла, англійський приватний детектив, який вважається найвидатнішим детективом в історії літератури. В колишньому СРСР він став відомий завдяки серії фільмів Ігоря Масленникова «Пригоди Шерлока Холмса і доктора Ватсона», а також деяким мультфільмам за мотивами серії книг.
- Комісар Мегре (персонаж серії книг Жоржа Сіменона)
- Еркюль Пуаро (персонаж серії книг Агати Крісті)
- Міс Марпл (персонаж серії книг Агати Крісті)
- Брати Колобки — Шеф і Колега (у творах Успенського — Колобок і Булочкін, також «Брати Пілоти») — персонажі серії книг Едуарда Успенського «Брати Колобки»

## Нормативні акти
- Закон України від 28 січня 2021 року № 1150-IX «Про Бюро економічної безпеки України». Офіційний вісник України від 02.04.2021 р., № 25, стор. 11, стаття 1151. URL: https://zakon.rada.gov.ua/laws/show/1150-20/print.
- Закон України № 1698-VII від 14 жовтня 2014 року  «Про Національне антикорупційне бюро України». Відомості Верховної Ради. 2014. № 47. Ст. 2051 (із змінами, внесеними згідно із Законами  URL:    https://zakon.rada.gov.ua/laws/show/1698-18
- Проект Закону про приватну детективну (розшукову) діяльність [Архівовано 13 березня 2016 у Wayback Machine.] № 3726 від 28.12.2015